# Miron, Iampol
Miron (în ucraineană Миронівка, transliterat: Mîronivka) este un sat în comuna Valea Bușa din raionul Iampol, regiunea Vinița, Ucraina.

## Demografie
Componența lingvistică a localității Miron
     Ucraineană (99,6%)
     Alte limbi (0,4%)
Conform recensământului din 2001, majoritatea populației localității Miron era vorbitoare de ucraineană (99,6%), existând în minoritate și vorbitori de alte limbi.